# Virotia
Virotia é um género botânico pertencente à família Proteaceae, endémico da Nova Caledónia.

## Espécies
O género Virotia inclui espécies anteriormente pertencentes ao género Macadamia. As espécies incluídas são as seguintes:
- Virotia angustifolia (Virot) P.H.Weston & A.R.Mast (basinómio: Macadamia angustifolia Virot)
- Virotia francii (Guillaumin) P.H.Weston & A.R.Mast (basinómio: Roupala francii Guillaumin)
- Virotia leptophylla (Guillaumin) L.A.S.Johnson & B.G.Briggs (basinómio: Kermadecia leptophylla Guillaumin)
- Virotia neurophylla (Guillaumin) P.H.Weston & A.R.Mast (basinómio: Kermadecia neurophylla Guillaumin)
- Virotia rousselii (Vieill.) P.H.Weston & A.R.Mast (basinómio: Roupala rousselii Vieill)
- Virotia vieillardi (Brongn. & Gris) P.H.Weston & A.R.Mast (basinómio: Roupala vieillardii Brongn. & Gris)

A base de dados taxonómicos Catalogue of Life permite construir o seguinte cladograma:
| Virotia | \| \| Virotia angustifolia \| \| \| \| \| \| Virotia francii \| \| \| \| \| \| Virotia leptophylla \| \| \| \| \| \| Virotia neurophylla \| \| \| \| \| \| Virotia rousselii \| \| \| \| \| \| Virotia vieillardii \| \| \| \| |
|         | \| \| Virotia angustifolia \| \| \| \| \| \| Virotia francii \| \| \| \| \| \| Virotia leptophylla \| \| \| \| \| \| Virotia neurophylla \| \| \| \| \| \| Virotia rousselii \| \| \| \| \| \| Virotia vieillardii \| \| \| \| |
|         | Virotia angustifolia |
|         | |
|         | Virotia francii |
|         | |
|         | Virotia leptophylla |
|         | |
|         | Virotia neurophylla |
|         | |
|         | Virotia rousselii |
|         | |
|         | Virotia vieillardii |
|         | |